# وایزن‌هایم آم برگ
وایزنهایم ام برگ (به آلمانی: Weisenheim am Berg) یک شهر در آلمان است که در باد دورکهایم واقع شده‌است. وایزنهایم ام برگ ۱٬۶۸۷ نفر جمعیت دارد.

## نگارخانه